# 攻殻機動隊 S.A.C.シリーズの登場人物
- 攻殻機動隊 STAND ALONE COMPLEX > 攻殻機動隊 S.A.C.シリーズの登場人物
- 攻殻機動隊 S.A.C. 2nd GIG > 攻殻機動隊 S.A.C.シリーズの登場人物
- 攻殻機動隊 STAND ALONE COMPLEX Solid State Society > 攻殻機動隊 S.A.C.シリーズの登場人物

攻殻機動隊S.A.C.シリーズの登場人物（こうかくきどうたいS.A.Cシリーズのとうじょうじんぶつ）では、アニメ『攻殻機動隊 STAND ALONE COMPLEX』、『攻殻機動隊 S.A.C. 2nd GIG』（以下:2nd GIG）、『攻殻機動隊 STAND ALONE COMPLEX Solid State Society』（以下:S.S.S.）、『攻殻機動隊 SAC_2045』（以下:SAC_2045）、小説『攻殻機動隊 STAND ALONE COMPLEX SECTION-9』（以下:SECTION-9）の五作品の登場人物を記述する。

## 公安9課

### 課員
草薙素子（くさなぎ もとこ）
声 - 田中敦子
本作の主人公。9課の現場指揮官にして実質的なリーダーで、かつて軍に属していた過去から、課員からは軍所属時の階級である「少佐」と呼ばれる。
荒巻大輔（あらまき だいすけ）
声 - 阪脩
9課の課長。元陸上自衛軍情報部出身で、優れた政治的手腕と豊富な人脈を有する。
バトー
声 - 大塚明夫
元陸上自衛軍レンジャー4課所属のサイボーグ（義体化した人間）。
トグサ
声 - 山寺宏一
元警視庁捜査一課特務班の刑事。電脳化以外は生身であったが『S.S.S.』以降はある程度の義体化を施し、9課の隊長を拝命している。所帯持ち。
イシカワ
声 - 仲野裕
主にネットでの情報収集を担当している電脳戦のエキスパート。身長180cm。
素子との付き合いは9課メンバー中で最も長く、彼女を「戦闘の天才」と評価している（「メスゴリラ」と呼んだこともある）。元軍属。年齢の詳細は不明だが、メンバーから「ご老体」と呼ばれたり、自分のことを「老体」と呼んでいることから比較的高齢であることが窺える。副業で、この時代では老人の娯楽とされているパチンコ店を経営している。『タチコマな日々』で髭が付け髭らしいというエピソードが紹介されている。
サイトー
声 - 大川透
狙撃のプロフェッショナルで、第四次非核大戦時は傭兵として活動していた。身長172cm。
左眼は「鷹の眼」と呼ばれる義眼となっており、狙撃時には人工衛星とリンクして狙撃の為の様々な情報を得る事ができる。義体化部位は左眼と左腕のみで、9課の中ではトグサに次いで少ない。そのため、拳銃による長距離集中速射がトグサ同様常人並みとなっている。
『2nd GIG』第14話では、9課課員たちとポーカーをする中で、自身の過去を語っている。9課所属以前はメキシコ暫定政権に味方する義勇軍「赤いビアンコ」で傭兵をしており、2020年夏に素子・バトー・イシカワが属する国連軍部隊と交戦。巧みな戦術で戦いを優位に進め、素子たち3人以外の兵士を狙撃する。最終的には素子に敗れて左眼と左腕を負傷したが、その能力を見込んだ素子にスカウトされた。ただし、本当であることは示唆されているものの、後に本人が「全部作り話だよ」と言っているため本当かどうかは不明。
『S.S.S.』では、当初は傀儡廻（くぐつまわし）の捜査に参加しておらず、アフリカでのPKO活動を終えた後に合流。元々トグサに次いで義体化率が低かったが、アフリカの環境に備えて心肺機能を義体化により強化している。
ポーカーの腕はかなりのもので、『攻殻機動隊1.5 HUMAN-ERROR PROCESSER』（以下：1.5）では対戦相手から「もう9課員とは遊ばない」と言われ、『2nd GIG』でも最後にストレートフラッシュを出し勝ち抜けている。
ボーマ
声 - 山口太郎
スキンヘッドが特徴的な義眼の大男。電脳戦を得意とし、イシカワと共にネットでの情報収集に従事する。ダイブルームの外ではパズと組んで行動することが多い。軍に所属していた過去があり、その際は「爆弾を仕掛けるのが専門」であったため爆発物に詳しい。身長200cm。原作『攻殻機動隊 THE GHOST IN THE SHELL』（以下：攻殻1）では、前半でイシカワと共に車で犯罪者を追跡していた。ARISEにてバトーと一時、戦場を共にしており「爆弾野郎（ボーマ）」と呼ばれていた。
『攻殻1.5』でも1話しか登場せず、プロトと組んで情報整理を行っていた。『2nd GIG』では義体化以前に童貞であったことを発症因子の一つとしている「個別の11人」ウイルスを発症したため、義体化以前は童貞だったということになる。
パズ
声 - 小野塚貴志
オールラウンダー。クールで無口な愛煙家。身長177cm。聞き込みや内偵調査が得意分野だが、ネットでの情報収集も行なう。時には前衛も担当する。ナイフを用いた格闘術が得意である。義体化率は高い。かなりの女好きで「同じ女とは2度寝ない主義」を貫く。この主義が原因で『2nd GIG』にて殺人事件に巻き込まれ、地元警察からは事件の犯人だと疑われた。
原作の『攻殻1』ではそれらしき人物が僅か数コマしか登場せず、『1.5』には登場しない。『S.A.C.』シリーズにおいて大幅にキャラクター性が肉付けされた。
アズマ
声 - 尾形雅宏
原作では『1.5』にて初登場。『S.A.C.』では『2nd GIG』から初登場し、他に『イノセンス』にも登場する。『1.5』ではよくトグサと組んでおり、本人曰く「麻薬犬より確かな鼻を持っている」そうである。『2nd GIG』第16話「そこにいること」では、任務である個別主義者の内偵を「動きがないのでつまらない」と言い、それを聞いたトグサから叱られる。
『S.S.S.』では冒頭の新浜国際空港でトグサとコンビを組み、サポート役を務める。
矢野（やの）
声 - 望月健一
原作では『攻殻1』に、『S.A.C.』では『2nd GIG』に登場。『攻殻1』ではコイル・クラスノフの尾行中に、『2nd GIG』では長崎の出島での戦闘で、それぞれ殉職。『攻殻1』ではかつてバトーが担当した訓練生で、肉親としては弟が1人いる。
アマギ
『SECTION-9』に登場。警視庁の特殊部隊SWAT出身。
9課からスカウトされたアマギは、「9課にくれば正義をなせる」と考えて入隊した。『SECTION-9』では、教官であるバトーからの、鉄拳制裁は当たり前の理不尽な指導に対して当初は「ただの揚げ足とりではないか」「9課でトップになれなかった男が、サディスト的よろこびを充足させるために訓練生をいじめている」と殺意を含んだ不信感を抱いていたが、その後同期のロンから、バトーが訓練生に異様に厳しいのは、かつて練度が十分でない新人隊員ヤノを実戦投入して殉職させてしまった経験から、あえて教官として憎まれ役を演じ、隊員の錬成に時間をかけるためだと聞かされ、バトーへの不信感は薄らいでいる。
ロン
『SECTION-9』に登場。アマギと同期。話し好きであり、各セクションに配属されている新人隊員に話しかけて、9課に関する情報を聞き出してアマギに聞かせていた。
ソガ
声 -  奈良徹
『S.S.S.』と『SECTION-9』に登場。9課の電脳戦部隊に所属。電脳倫理を無視した電脳侵入や国家機密に関わる情報へのアクセス権限など、法に縛られることなく自身のネットスキルを試すことが出来る9課での仕事にやりがいを感じている。自分よりも「格下」だと思っていた他の隊員たちが重要な役割を与えられている中、調達担当という「パシリ」を任されて不満を抱いていたが、〝ナンバー・オブ・ザ・ビースト〟が9課のデータベースサーバーに侵入した際には、ヒガキ、テオと協力して〝ナンバー・オブ・ザ・ビースト〟に抗体プログラムを転送し、撃退に成功した。その後は、同期隊員に対するわだかまりは消えている。
ヒガキ
声 -  新垣樽助
『S.S.S.』と『SECTION-9』に登場。9課の電脳戦部隊に所属。〝ナンバー・オブ・ザ・ビースト〟が9課のデータベースサーバーに侵入した際には、囮ファイルの盾を展開して、ソガが抗体プログラムを転送するまでの時間稼ぎを行った。
テオ
『SECTION-9』に登場。9課の電脳戦部隊に所属。〝ナンバー・オブ・ザ・ビースト〟が9課のデータベースサーバーに侵入した際には、ソガ、ヒガキと共に対応要員に選ばれている。
マキ・シンイチロー
『SECTION-9』に登場。2032年に警察庁に入庁、その後、公安9課の訓練生として出向して、半年間の研修を受けた後、正式に9課に採用された。
思考戦車ウチコマの『最適化及び機能拡充計画』に参加している。
ハタ
『S.S.S.』と『SECTION-9』に登場。陸自第一師団斥候狙撃手養成学校を卒業した後にレンジャー訓練を経て、軍の技能識別コード<B4>(ブラボー・フォー)を持つ狙撃手となり、その後、9課にスカウトされて入隊した。義体化率は低い。同期隊員達の活躍に焦りを感じている。
ノグチとコンビを組んで、大阪難民街の再開発地区にIEDを仕掛ける武装難民と交戦し、高度な狙撃能力を発揮している。
ノグチ
『SECTION-9』に登場。警視庁警備部第七機動隊のレンジャー出身。ハタ曰く「射撃の腕はそこそこ」。義体化率は低い。
ハタとコンビを組んで、大阪難民街の再開発地区で武装難民と交戦し、右膝を撃たれたノグチは、その後、左足を義体化して現場に復帰し、再びハタとコンビを組んで大きな戦果を挙げた。
プロト
声 - 杉山大
『1.5』にて初登場。『S.A.C.』では『2nd GIG』で初登場している。バイオロイドのプロトタイプであるが、他の人間と同様に、重圧を感じたり、孤独を感じたりもし、何気ない一言に傷つくこともある。当初、トグサは彼のことを人間だと勘違いしており、『2nd GIG』24話で攻性防壁に接触して彼の顔から白い血液（アンドロイド用の人工血液）が流れ出たことにより、初めて彼が「人間」でないことに気がついた。『2nd GIG』ではタチコマの整備や、荒巻の臨時の鞄持ちを担当していた。
『SECTION-9』では、プロトが新人隊員の一人として、鑑識課から9課に正式入隊し、課長秘書として働いていること、彼が初期型人造人間として、より人間社会に溶け込んで、将来、人類を利していく存在たりうるか模擬実験するために、ラボから新浜市内の1LDKのマンションに越して、毎月の給料から衣食住をやりくりしていること、BCMC(バイオコントロールメディカルセンター)に在籍していた頃から、他者との協調性を学ぶために就寝の小一時間前にチェロを弾くことを日課としていることが明らかにされている。
前任の課長秘書であったキタガワ女史から「首相官邸直々の依頼」だとして、荒巻の素行調査を要請された際には、首相官邸からの任務と荒巻への義理のどちらを優先すべきか悩み苦しみ、最終的には「課長への裏切り行為」に耐えられなくなり、荒巻に事の全てを打ち明けている。
鑑識
『S.A.C.』シリーズに4人登場している。課員からは「赤服」と呼ばれている。鑑識といっても、情報解析のサポートやタチコマのメンテナンスなど、その活動は多岐にわたる。特に『2nd GIG』での働きには9課メンバーも舌を巻いた。
キタガワ女史
『SECTION-9』に登場した9課の秘書係の一人。知的な雰囲気の女性。プロトが9課に入隊し、秘書課に正式配属される前までは荒巻の秘書としてスケジュール管理を担当していた。まだ20代であったが、壮年の域に達していた荒巻に対して、尊敬を通り越して恋愛感情を抱いていた。荒巻が課長秘書官としてプロトを選んだことや、そのプロトの官僚的実直さに嫉妬しており、プロトに「首相官邸直々の依頼」と嘘をついて荒巻の素行調査を行わせ、茅葺内閣の難民政策に反対する国粋主義者の建築施工会社社長の別邸に報告書を送らせて、彼を貶めようと企てたが、プロトが課長に全てを打ち明けたことにより、逮捕された。
その後、取り調べで「報われぬ恋の妬み」から犯行を企てたことを明らかにし、懲戒免職処分となり9課を去っている。
オペレーター
声 - 大野エリ
『S.A.C.』シリーズに登場するガイノイド。外見は基本的に茶色い髪をポニーテールにまとめている。オペレーターの他、配備されているティルトローター機等の操縦や、様々な雑務もこなす。思考の柔軟性においては個体化の進んだタチコマと比べると劣っており、『S.A.C.』ではタチコマの出した問いが原因で1体がフリーズした。
『攻殻1』、『1.5』、『劇場版』にも同様のガイノイド（声 - 林田篤子）が登場する。原作では髪形はアニメと同じながら髪の色が茶や青とまちまちで、赤い人工血液が流れており、人間臭い表情や言動を見せている。劇場版では言動がより機械的で、キーボード入力をする際は迅速にできるよう手首から先が多肢に分かれている。

### 9課装備の多脚戦車
タチコマ
声 - 玉川紗己子
公安9課の主力となる多脚戦車で、9体が配備されている。人工ニューロチップを用いた人工知能で、各自個性的な性格を持つようになる。
ウチコマ
声 - 玉川紗己子
『2nd GIG』の最終回及び『S.S.S.』に登場。タチコマに比べると非常に機械的。

### 課員の関係者
包田那珠美（くるた なすみ） / くるたん、ランちゃん
声 - 住友優子、伊藤亜矢子
素子の友達。
トグサの家族
声 - 玉川紗己子（妻）、かないみか→山内菜々（娘）
トグサは彼女らに民間の警備会社「新浜警備保障」に勤めていることにしていたが、『S.S.S.』では真実を打ち明けている。
荒巻洋輔 （あらまき ようすけ）
声 - 阪脩
出島の茶屋にてクゼの話を聞いていた、髪型が違うだけの荒巻大輔そっくりな老人。また、出島にミサイルが打ち込まれた後、船に難民を誘導し避難させていた (2nd GIG) 。その行動から正義感に溢れる人物のようである。
TV放送版では説明も無く詳細は不明だが、その正体は『S.A.C.』で荒巻が語った大戦時に生き別れた双子の兄。本人曰く「若い頃に人への興味から野に下った人間」で、左腕を義体化している。第16話「そこにいること / ANOTHER CHANCE」では、路地裏で数人に話しかけられているクゼを、遠くから見ているシーンが描かれている。

## 内閣
総理大臣
声 - 金子由之
『S.A.C.』に登場。彼の政権は「薬島政権」とも言われるほど薬島幹事長の強い影響下にあったが、瀬良野社長が薬島の告発を決意し、9課によって薬島の金の流れが記された極秘文書が提出されるに至り、今までの態度を一変させて総選挙後の薬島切りを決断。特殊部隊規制法の施行によって9課をスケープゴートにして、衆院選後に薬島を更迭し、検察に薬島を逮捕させて国民とマスコミに花をもたせるという筋書きを描き、それを見事に実現している。その政治手腕は荒巻すら唸らせるほどだった。
茅葺よう子（かやぶき ようこ）
声 - 榊原良子
日本憲政史上初の女性首相で、『2nd GIG』での新内閣発足以降の実質的な公安9課のトップ。親米ではないが親中でもなく、『一身独立して、一国独立す』のスローガンの下、中国並びにアジア諸国、米露連合、EUと同様の距離を保った上で、日本が独自の判断で動く外交政策をとろうとする単独国連協調路線を掲げる。保守派であり、率いている内閣は「これまでの戦後民主主義路線に対する反動保守政権」と言われている。
米帝の経済的疲弊が限界に達している今こそ、放射能除去技術を以て米帝の軍事力に屈することなく日本主導で日米安保を再締結したいと考えており、自衛軍の軍備増強によって米帝に依存した安保からの脱却を目指している。内政では、国民に重税を強いてきた難民政策の転換を企図している。
劇中では彼女の名前は明かされず（登場人物は「茅葺総理」または「茅葺」などとしか呼んでいないため）エンドロールにも「茅葺」としか表記されていないが、DVDに収録されている特典映像の対談で初めて「茅葺よう子」と紹介された。なお、『2nd GIG』第5話の劇中で招慰難民が燃やしている彼女の選挙ポスターらしきものに「日本ルネッサンス」というコピーと共にフルネームの記載がある。『S.S.S.』でも現職の総理大臣として登場。工作員の連続自殺事件に関与していると思われるシアク共和国の元指導者カ・ルマの事情聴取を荒巻が求めた際には、「幽閉状態にある彼が行ったと考えにくい」と言って許可しなかった。ただし「やるならバレないようにしろ」とも取れる意味深長な発言だったため、荒巻は部下をカ・ルマの幽閉先に潜入させた。
高倉（たかくら）
声 - 武藤与志則
『2nd GIG』に登場する茅葺内閣の内閣官房長官。親米派にして新保守派。
米帝の軍事力に頼る外交（米帝盲信主義）を捨て切れない軍産複合の最古参で、大戦の終結で価値のなくなった放射能粉塵除去技術を米帝と再び組むことで新たな抑止力とし、その商品価値を上げようとしている（米帝が核を使えば、日本は除去技術を売ることができる）。それで特需になる上に、米帝の核の傘によって防衛費を割かずして軍備増強の課題も達成できる。難民問題については、難民の核自爆に偽装した出島への核攻撃によって難民を抹殺することで解決しようとしている。そのためには米帝に多少のイニシアティブを与えてでも新日米安保の締結を急ぎたいと考えている。茅葺総理は親中派だと考えていた高倉は彼女を更迭しようと画策する。NSAの衛星を借用できるほど、米帝との繋がりは太い。
公安9課には内庁の代表補佐官である合田との共犯関係を疑われていたが、高倉は合田との面識がないだけでなく、彼の存在自体を知らなかった。高倉と合田は共犯関係ではなく、あくまでスタンド・アローンの関係であった。
内務大臣
声 - 秋元羊介
公安9課は内務省直属であるため、肩書き上では内務大臣が公安9課のトップである。荒巻に直接指示を下すこともあるが、荒巻は彼を「良くも悪くも、ただの民衆の代表に過ぎん」と評している。『2nd GIG』では『S.A.C.』での疑獄を受けて新政権が発足した後も内務大臣だけは続投しており、素子は「どこからも脅威と思われていない証拠」としている。

## 自衛軍
久保田（くぼた）
声 - 鈴木泰明
陸上自衛軍情報部長。自衛軍統合幕僚会議情報部長でもある。荒巻や辻崎と共に、「殿田塾三羽烏（さんばがらす）」と呼ばれた軍情報部員の一人で、壮年の域を超えた今でもその友情は固い。荒巻にとっては重要な情報提供者（ディープ・スロート）でもある。
原作では、『1.5』にて、アズマの失敗談を聞いた際に「あいつらしい」と発言していたことから、アズマと知り合いだったことがうかがえる。
辻崎英雄（つじさき ひでお）
声 - 小林勝也
故人。元陸自調査部長。階級は一等陸佐。荒巻の陸自時代の友人。殿田大佐の教えを受けており、荒巻、久保田と合わせて「殿田塾三羽烏」と呼ばれていた。また新人の教育を熱心に行い、優秀な軍人を育て上げ、多大な人望を集めていた。中国による沖縄への核攻撃により妻リツコを失う。その後、電脳硬化症を発症し死去。長女サオリ、長男ユウの2人の子供がいる。
殿田（とのだ）
声 - たてかべ和也
『S.S.S.』に登場した元陸上自衛軍情報部の大佐。荒巻や久保田、辻崎を優秀な軍情報部員に育て上げた恩師でもある。戦時中は「赤鬼一等陸佐」と畏れられ、怜悧な洞察力や老獪な政治感覚を持ち合わせていた。自衛軍を退役した後は、大戦中に味わった辛酸と刻苦の反動から、アンドロイド製造メーカーと癒着して女と金とで快楽を貪り、暴飲暴食で肥満化していた。
「まず金と女を当たれ」という殿田からの教えを忠実に実行した荒巻によって、殿田は汚職を暴かれて逮捕されたが、拘置所でのストレスから軍病院に入院していた。家族も友人もなく、軍では敵ばかり作っていた殿田の病室を訪れる人間は荒巻と久保田しかおらず、病室には愛玩用人造人間（セクサロイド）と見紛うような童顔で肌の露出が多いナース型高級アンドロイドを三体侍らせていた。荒巻は、昼夜を分かたずに職務に精励していた殿田を尊敬していたが、軍人としての尊厳や責任をかなぐり捨てて、病床にも人目を憚る趣味を恥ずかしげもなく持ち込む殿田に失望していた。殿田は病から記憶が混濁しており、辻崎が死んだことすら忘れていた。
荒巻は殿田が自分のことを恨んでいると思っていたが、殿田は荒巻に対して「トンビが鷹を生んだようで嬉しいぞ。体にだけは気をつけてな」と声をかけて気遣っていた。

## 米帝CIA
ワタナベ・タナカ、サトウ・スズキ
声 - 小形満（ワタナベ）、後藤敦（サトウ）
『S.A.C.』第10話「密林航路にうってつけの日 / JUNGLE CRUISE」に登場する米帝CIAの諜報員。外国人から見たステレオタイプな日本人像を誇張したような言動を見せる。
CIAが第四次非核大戦で実行した「サンセット計画」と呼ばれる非公式なゲリラ戦ミッションの存在が漏洩することを防ぐために来日。ミッションに関わり精神を病んで連続殺人鬼となったマルコを捕獲する名目で9課に接触したが、実際には9課にマルコを殺害させようとしていた。任務に対して道義的な葛藤を全く見せない人物達である。
『2nd GIG』 においても日本で暗躍しており、合田を支援することにより米帝による日本の間接統治体制を復旧させようとしたほか、自分たちには制御できないと判断したクゼを排除している。

## 『S.A.C.』に登場

### 笑い男事件の関係者
笑い男
声 - 山寺宏一
アーネスト瀬良野を誘拐した青年。誘拐事件を皮切りに笑い男と名乗り、企業脅迫などのサイバーテロ犯罪を起こしたとされているが、青年本人は笑い男とは一度も名乗っておらず、サイバーテロ犯罪も、青年によるアーネスト瀬良野誘拐を巧みに利用して笑い男という虚像を作り上げ、企業脅迫により大金を稼いだ他者によるものである。
アーネスト・瀬良野（アーネスト せらの）
声 - 中嶋聡彦
医療用マイクロマシン（MM）の開発・販売を行っているセラノ・ゲノミクス社の社長。ある事情により2030年現在は自宅に軟禁状態にある。最終話でアオイとの約束を果たそうとするが、その前に暗殺されてしまった。
今来栖尚（いまくるす ひさし）
声 - 品川徹
日本医師会会長で、厚生労働省が所管する中央薬事審議会の元理事長。軍医出身で、電脳硬化症の権威でもある。村井ワクチンを不認可にした張本人だが、実は末期の電脳硬化症であったため、自ら村井ワクチンを使用していた。サノーに射殺される。
薬島薫（やくしま かおる）
連合与党の幹事長を務める政治家。「笑い男事件」発生当時の厚生労働大臣であり、総務大臣や外務大臣も勤めた大物議員の一人。
防衛大学校卒。MM技術、電脳技術、義体技術という医療と通信技術に関する管轄を経済産業省から厚生労働省に引き上げたことによって鋼鉄の三角形（政・官・業）の盤石な癒着体質を構築して、与党内での力を急速に高めることによって、現在の地位を築いた厚生族議員。元海上幕僚長で、軍を退役し政界入りした後も海上自衛軍との間に太いパイプを持つ。
薬島は、かなりの額の支度金を持って連合与党からの政界入りを果たしたが、この支度金をめぐって、海軍経理担当官が薬島を機密費横領の罪で告発し、検察が捜査に乗り出した。しかし、その直後に事件を担当していた検事が線路脇で轢死体の状態で発見され、以後、捜査はストップし、薬島は不起訴処分になっていた。
防衛大の後輩だった大堂警視総監など様々な後ろ盾を持っており、「薬島政権」と揶揄されるほど当時の政権に強い影響力を持っていたが、衆院選後に総理によって切り捨てられ、検察に逮捕される。
村井千歳（むらい ちとせ）
故人（享年68）。医学博士で電脳硬化症に効果があるとされる村井ワクチンの開発者。ワクチン療法を最後まで夢見ながら2021年2月、無念の死を遂げた。
新見（にいみ）
声 - 三木敏彦
厚生労働省医薬局長。今来栖尚とは親交がある。マトリに、「ひまわりの会」掃討作戦を命じたのは新見である。後に、「ひまわりの会」一斉捜査時における殺人と、今来栖尚殺害教唆の容疑で9課と検察に逮捕されるが、薬島に累が及ぶことを防ぐために電脳自殺を図る。一命を取り留めたものの、言語野と記憶野の一部が意味消失し、新見の証言に司法的証拠能力がなくなった。
安岡ゲイル（やすおか ゲイル）
声 - 立川三貴
厚生労働省医薬局麻薬対策課の凶悪犯罪専門の実働部隊である、厚生労働省医薬局麻薬対策課強制介入班（通称：マトリ）の班長。同性愛者。
サノー
声 - 折笠愛
医薬局麻薬対策課強制介入班の一員。今来栖尚を射殺した張本人で、義体医師に扮して素子の命を狙った人物。
深見（ふかみ）
声 - 家中宏
トグサの刑事時代の同僚で、「笑い男事件」特別捜査本部に所属。トグサが「視聴覚デバイス（インターセプター）不正使用事件」を解くヒントを与えるが、驚くべき裏の顔が最終話にて明らかになる。
山口（やまぐち）
声 - 木下浩之
新浜県警「笑い男事件」特別捜査本部の刑事。トグサとは警視庁時代同期だった。インターセプター不正使用の真実に気付き、トグサに連絡するも、直後に不審な事故死を遂げる。
丹生邦彦（にぶ くにひこ）
声 - 藤本譲
新浜県警刑事課長。「笑い男事件」特別捜査本部主任長。51歳。インターセプターの不正使用を行ったとして表向きには懲戒免職処分を受けた。
大堂（だいどう）
声 - 加門良
警視総監で「笑い男事件」発生当時の特別捜査本部部長。防衛大学校卒。インターセプター不正使用やセラノ・ゲノミクス社との癒着が浮上し、笑い男から暗殺をほのめかす予告（荒巻はこれを警察による自作自演と推理している）を受ける。その後予告の影響を受けた多数の模倣者に命を狙われた。公安9課の活躍により難を逃れる。
連合与党の薬島薫幹事長とは防衛大で先輩後輩の仲だった。
ナナオ・A
声 - 成田剣
「笑い男事件」の最重要参考人。大学時代に人類解放戦線、通称「緑の党」に入党し、闘争に参加した結果、逮捕された前歴を持つ。その後はエージェントプログラマーとしてセラノ・ゲノミクス社に入社。しかし、武力闘争を行ってきた前歴が露呈、解雇された。
何者かに笑い男を演じるように命じられ、自らが「笑い男」として逮捕されることによって歴史に名を残すことを望んでいたが、公安9課が駆け付ける直前に口封じに殺された。
楠（くすのき）
声 - 中田譲治
「笑い男事件」の黒幕の検挙を任された検察の検事。荒巻とも面識がある。
『2nd GIG』にも登場するが、内庁の情報操作により公安9課と敵対することになる。原作での初登場は『攻殻1』で、『1.5』にも登場している。

### その他の人物（S.A.C.）
外務大臣
声 - 堀部隆一
第1話「公安9課 / SECTION-9」に登場。新浜市内の料亭で、暴走した芸者ガイノイドに拘束されるが突入した9課に保護される。芸者ロボットと体を入れ換えて遊ぶ趣味がある。
『2nd GIG』の時点では退任しており、『2nd GIG』第3話「土曜の夜と日曜の朝 / CASH EYE」で田所ツトムの開いたパーティーには、芸者風のガイノイドを伴って登場。それを見たサイトーに「懲りないな」と呆れられる。
加護タケシ（かご タケシ）
第2話「暴走の証明 / TEATATION」に登場する、大手重工メーカー・剣菱重工の新型多脚戦車「HAW-206」を手掛けた多脚戦車設計士。
兵器設計の分野で天才的才能を持つものの、生まれつき病弱だった。しかし、両親の宗教上の理由から義体化も電脳化も許されず、大場に対し死後に脳を戦車に搭載してほしいという遺言を残し死亡した。享年28。
大場トシオ（おおば トシオ）
声 - 三木眞一郎
加護の同僚。多脚戦車の設計者。加護と同じく病弱だったが義体化することによって生き延びた過去を持っており、彼の唯一の理解者。彼の遺言を実施し、これが騒動のきっかけとなる。
マーシャル・マクラクラン
声 - 松田洋治
カナダ大使の息子。年齢26歳。名前の由来はマーシャル・マクルーハンから。
ジェリを溺愛し、ジェリ以外の同タイプのロボットが暴走するようにコンピューターウイルスを仕掛けた。
ジェリ
声 - 田中由美子
第3話「ささやかな反乱 / ANDROID AND I」に登場するジェネシス・アンドロス社製の女性型愛玩ロボット。正式名称はGA07-JLK。命令されたことしか実行出来ない古いタイプのロボットだが、マクラクランが逮捕される直前に命令を無視しマクラクランを自ら羽交い絞めにした。なぜこの行動に移ったのは最後まで謎で、トグサが帰宅した時に妻が見ていた映画のラストシーンで更に謎に輪をかけ、この話が終了する。
ベロニモ
義体化している巨漢だが臆病なバーのマスター。素子と繋がりがある。
マルセロ・ジャーティ
南米の麻薬王。ジェノマ人民主革命の主導者であり、現軍事顧問。伝説の英雄とされる。
権藤金吉（ごんどう かねきち）
声 - 斎藤志郎
巧輪会新浜支部の幹部。日本国内の電脳麻薬を手がける大元締め。生身。
岩崎（いわさき）
声 - 石井康嗣
第8話「恵まれし者たち / MISSING HEARTS」に登場するメディテック社（医療用臓器の量産企業）の社長。ニール・R・ジョーンズの小説『ジェイムスン教授シリーズ』の主人公に似た、立方体に4本の脚と2本の手が付いた義体（ジェイムスン型義体）を使用している。『タチコマな日々』にもジェイムスン社長という名前で度々登場する。妙な関西弁を喋り、ジェシカという妻とジェニーという娘がいる（形はジェイムスン型）。『攻殻1』にも、別役で同型の人物が登場する。
コキタ・トモアキ
臓器の密売を主導していた医学生。新浜医科歯科大学医学部ナノ造製学科の研修生。生身。
ネットマスター・オンバ
声 - 入野自由
笑い男フリークが集うチャットルーム「LAUGHINGMAN ROOM」の主催者。後述のオンバと同一人物。中年男性のアバターを利用している。
カナビ
声 - 氷上恭子
チャットルーム「LAUGHINGMAN ROOM」の参加者。議論の進行役。「委員長」という愛称で呼ばれ、アバターの外見はメガネを掛けたOL風の女性。
ベビー・ルース
声 - 山寺宏一
LAUGHINGMAN ROOMの参加者。肥満体型のアバターでおどおどとした態度を取るが、参加者内では一番の分析力を持つ。実力のあるハッカー。
J・D
声 - 岩永哲哉
LAUGHINGMAN ROOMの参加者。笑い男の熱狂的フリーク。アバターの外見は笑い男と一緒の服装をした青年。情報を提示する際には事ある毎に「あるソースによると」と前置くが、信憑性は今一つ。
ぐるぐる
声 - 一条和矢
LAUGHINGMAN ROOMの参加者。ホスト風の青年アバターを用いている。斜に構えた態度が目立ち、他者の発言に茶々を入れることが多い。特にJ・Dに対しては辛辣。
クロマ
声 - 田中敦子
草薙がLAUGHINGMAN ROOMに潜入捜査する際に用いたアバター。クロマの名前は攻殻1.5で草薙が偽名で使用、攻殻2で荒巻素子がデコットに使用していることから、草薙やその同位体が使用する偽名の1つとなっている。
マルコ・アモレッティ
声 - 郷里大輔
第10話「密林航路にうってつけの日 / JUNGLE CRUISE」に登場する元米帝海軍軍曹。
第四次非核大戦においてサンセット計画に参加した結果、精神を病んでしまい（サンセット計画に参加した兵士の多くは、マルコと同じように精神を病んでしまったとされる）、軍を依願除隊した後に時期は不明だが来日し、女性をターゲットに猟奇的で残忍な手段で殺害する連続殺人事件を引き起こす。
アオイ
声 - 山寺宏一
授産施設の少年。車椅子に、常に左利き用キャッチャーミットとボールを持っている。非常に物静か。団長とも呼ばれる。
団長という名称はJ.D.サリンジャーの「笑い男」のコマンチ団の団長に由来している。
黒羽（くろは）
声 - 高山みなみ
授産施設の少年。
名前の由来はJ.D.サリンジャーの「笑い男」の登場人物、ブラック・ウィングから。
オンバ
声 - 入野自由
授産施設の少年。お調子者な性格で、「○○するどい！」が決めゼリフ。
名前の由来はJ.D.サリンジャーの「笑い男」の登場人物、オンバから。
ホング
授産施設の青年。寡黙な巨漢。
名前の由来はJ.D.サリンジャーの「笑い男」の登場人物、ホングから。
絵描の少女
声 - 仙台エリ
授産施設の少女。
元ネタはJ.D.サリンジャーの「笑い男」の登場人物の欧亜混血の娘から。
マルタ
声 - 真山亜子
授産施設所長。
ミキ
声 - 矢島晶子
9課を抜け出したタチコマが出会った少女。飼い犬・ロッキーを探している。
神無月ワタル（かんなづき ワタル）
声 - 槐柳二
映画監督。特異な作家性に固執するあまり、メジャーから資金や人材を集めることができず、アングラ的な作品を幾つか発表しただけで、まともな作品は一本も無い。そのため神無月は、自分の電脳の中にだけでも自身の理想とする映画を記録しようと考え、生命維持装置が内蔵された箱に、自身の脳の大半と脊髄の一部を肉体から切り離して封じ込めたという。
神無月の入った箱は、いわば神無月の作品がぎっしりと詰まったミニシアターのようになっていたが、その後、一部でカルト的人気を誇るようになり、神無月の作品に興じるあまりに意識を取り戻さないまま死んだ人間まで出るようになっていた。そのため、警察が回収に乗り出していた。
タチコマが市場からオリジナルを拾ってきたことにより、9課が捜査に乗り出したが、接続した赤服の1人が帰って来なかったため、素子が接続。神無月の作品を観た素子は、感想を尋ねた神無月に対して「いい映画」であることは認めていた。
戸久良エカ（とくら エカ）
声 - 山本道子
戸玖良エレクトロニクス社の社長令嬢。16年前、10歳の時に父親の会社の製品をアピールするために電脳化させられ、直後に電脳化・義体化に反対するテロリスト集団「興国の旅団」に誘拐され行方不明になっていたが、東シナ海に浮かぶ廃棄された放射能プラントにて生存しているらしいことが確認される。
戸玖良エカ似の少女
声 - かかずゆみ
「興国の旅団」のリーダー。拉致事件当時の戸玖良エカに容姿が酷似している少女。名前、出生等の詳細は不明。戸玖良エカを「お母さん」と呼んで独占しようとしていた。
榊原（さかきばら）
声 - 星野充昭
海上保安庁特殊警備隊隊員。戸玖良エカ救出作戦の先遣隊として派遣された4人の内の1人。
フェム
声 - 今井由香
南海マフィア所属の女性型戦闘サイボーグ。国際指名手配されている。横瀬の暗殺のために来日した。左手に多数の硬貨をセットし、ショットガンのように撃ち出すギミックを持つ。
横瀬兼元（よこせ かねもと）
元数学者の世界的大富豪。名前の由来は「よこせ、金もっと」。
数字を操るだけでは物足りなくなり株式取引に手を出したところ大成功を収め、今や大掛かりな仕手戦には必ずその名を連ねる大物個人投資家。派手なことが嫌いで表舞台に滅多に姿を現さないことから、「カラス天狗」の通称で知られる。あくまでも電子マネーや株式操作はゲーム感覚で行っているが、一方で金に異常な程の執着心があり、自宅の寝室に大量の金の延べ棒を収蔵していた。
『東のエデン』にも、連絡先を一切明かさない個人投資家として登場し、《東のエデン》の持つ、携帯電話の機種に囚われずに〈画像検索エンジン〉と〈レイヤー機能〉を利用できるエデンのシステムに目を付けて、彼らに600万円の融資をするが、エデンのシステムが誹謗中傷や個人情報の暴露などに悪用され、女子学生一人が退学に追い込まれる事件が発生し、大学当局からの調査を受ける事態になった後には、《東のエデン》に連絡もせずに融資を打ち切っている。
パブロ・ザイツェフ
声 - 楠見尚己
1992年11月29日生まれの38歳。ロシア出身で、現在は日本在住。妻帯者。
元UCNMヘビー級チャンピオン。「義体の隙を突く」戦法で有名な パラリンピック・ボクシング銀メダリストだが、パラリンピックでの敗北を契機にボクシング界から引退。海上自衛軍の格闘技指導員を務めている。バトーは彼のファンだった。
シーモア
声 - 高島雅羅
荒巻大輔の旧友。イギリスでワインファンドを運営する女性。かつては日本で政治関係の仕事に従事しており、荒巻と親交がある。
名前の由来はJ.D.サリンジャーの「バナナフィッシュにうってつけの日」のシーモアから。
辻崎サオリ（つじさき サオリ）
声 - 平松晶子
荒巻や久保田と共に殿田大佐の教えを受けた辻崎英雄の娘。辻崎ユウの姉。最近の弟の言動を不審に思い、荒巻に相談を持ちかける。
辻崎ユウ（つじさき ユウ）
声 - 石井真
辻崎英雄の息子で、辻崎サオリの弟。16歳の誕生日に亡父の携帯端末を手に入れたことで変化が訪れる。
クルツコワ・ボスエリノフ
声 - 弥生みつき
ロシア対外情報局の元特殊工作員で、現在はロシアの拉致集団「目隠しイワン」の実行犯。
全身義体化しており、一見すると妙齢だが、実年齢は80歳近い老婆。左目に眼帯をしており、彼女の義体には爆弾や銃等、様々な武器が仕込まれている。
神崎修三（かんざき しゅうぞう）
声 - 小山武宏
国会議員で総理大臣経験者。総理在職中に、ロシアの拉致集団疑惑を否定したため、メディアに批判され政権を追われた。その後も北方マフィアによる日本人拉致疑惑を否定し続けてきた議員だが、第19話「偽装網に抱かれて / CAPTIVATED」で自身の娘が拉致されてしまう。
その後は失脚したことが第22話「疑獄 / SCANDAL」にて本人の口から語られているが、事件を解決した9課には恩義を感じているようで、荒巻に薬島に関する忠告混じりの助言を行っている。
神崎玲子（かんざき れいこ）
声 - 小笠原亜里沙
神崎議員の娘。クルツコワ・ボスエリノフにより拉致される。
フィービー
声 - 幸田夏穂
厚生労働省に勤務する事務員。トグサの奥さんと外見が酷似しているが別人。
名前の由来は「ライ麦畑で捕まえて」の主人公の妹の名前。
ノギ
声 - 中庸助
裁判や告発をサポートするNGO団体「ひまわりの会」の代表。マトリが突入した際にトグサによって逃がされるが、待機していた別動隊によって射殺される。
大佐（たいさ）
声 - 稲葉実
海上自衛軍特殊部隊「海坊主」の隊長。

## 『2nd GIG』に登場

### 個別の11人の関係者
合田一人（ごうだ かずんど）
声 - 西田健
内閣情報庁（内庁）戦略影響調査会議代表補佐官。多国籍企業ポセイドン・インダストリアル（旧大日本技研）の元社員で、第三次核大戦で被曝した日本の復興を支えた放射能粉塵除去技術（日本の奇跡）を「プロデュース」する。その後防衛局に就職し、優秀な理系のエリートながら落ちこぼれ組として扱われていたが、その後ヘッドハンティングされて内庁入りし、頭角を現して代表補佐官に就任した。
かつては英雄に憧れてカリスマを得たいと本気で考えており、「日本の奇跡」のプロデュースによって社会的地位と名声・権力を得ることを期待していたが、あくまでも「口だけが達者なプロデューサー」に過ぎなかったため、社会は彼が望む評価を下すことはなかった。このことから「社会が自分を評価してくれなかったのは、自分に英雄に必要なカリスマ性がないから」と考えるようになり、その後は自らが「英雄」になるのではなく、動機なき者達（国民）が切望し、しかし、声を大にして言えない事を代弁し実行してくれる行動者（英雄）を作り出すことを目的として「個別の11人」をプロデュースしている。合田自身は日本を「第三者を消費する事でのみ成立する桃源郷（冷戦構造下の日本）」に変える（再現する）ことを目論んでいた。
国内外の情報収集・分析・自衛軍の活動等において数々の非合法な情報操作を指揮し、米帝CIAとは内庁の高官という立場を利用して難民問題を米帝に有利なように取り計らったり、日米安保改定において米帝主導の安保を継続させるよう働きかける見返りに、米帝への亡命後の高い地位を約束されていた。このように一見すると米帝側の人間のようだが、彼なりに日本の現状を憂いて行動しており、実は米帝と中国による冷戦構造の中で日本が中国の側についてもかまわないとも考えており、親中派の茅葺首相が中国に助けを求めるシナリオまで描いていた。
元々はのっぺりとした印象が残らない顔に背広を着込むという目立たない外見だったが、ある時死線を彷徨う事故に遭遇し、顔の右半分が抉れるほどの大きな傷跡が残った。しかし、この顔は敢えて義体化せずにそのままにしている。合田自身はこのインパクトが強い顔を、自分の名前とセットで相手の記憶に残ることから気に入っていた。
フルネームの表記が出てきたのは第4話「天敵 / NATURAL ENEMY」の1シーンのみで、エンドロールの声優紹介欄では「ゴーダ」と表記されている。
彼は童貞であるが、そのことは個別の11人にも多少関連している。童貞であることを、英雄の資質の一つと考えている。
監督の神山健治によれば、キャラクターのイメージは『アマデウス』のサリエリを下敷きにしている。一人という名前はスタンドアローンであることと、野球監督の鶴岡一人から。
38歳。身長177.5cm。体重68kg。血液型AB型。義体化率16%。（第8話参照）
クゼ・ヒデオ
声 - 小山力也
元陸上自衛軍の軍人。世界有数の造顔作家が手がけた美しい造形の義顔（表情を持たない割には整っているという意味であり、突出した美形という訳ではない）と、耐用年数切れながらPKF仕様の高度な完全義体を有する。
2024年、朝鮮半島新義州にPKFの一員として渡った時に遭遇した出来事によって人生に達観し、好みの情報を摂取して踊らされた結果として国が滅びたにもかかわらず、その事態に無責任な難民達がクゼを落胆させる。しかし、幼少期から全身義体であったために心身の不一致に悩んでいたクゼに多大な生きる希望を与えたのも、出島に招慰される前の難民達であった。そこでクゼは、難民に対する復讐と救済として、「難民の記憶とゴーストをネット上に運び去り、ネットと融合させて新たな生命体として進化しようという思想」を構想し、それを革命という形で実行していく。
その後、難民問題を悪化させるために合田が放ったウイルス“個別の11人”に感染し、義体化以前童貞（義体化後は不明）だったため発症するが、革命の目的達成のために難民のリーダーとして行動することが最善の手段であると考えていたクゼは、“個別の11人”による難民解放という目的達成のための難民攻撃という思想が思想誘導であることに気付き、ウイルスの分離に成功する。健康体となったクゼはハブ電脳を介しておよそ300万人の難民の指導者となり、難民の支持を得るべく、出島難民居住区を日本政府に独立国として認めさせるために核武装するという壮大な構想を提起し、実行していく。
難民の記憶とゴーストをネットに運び去り強制的な進化を得るという革命は成功すれば救済となるが、失敗すれば大量殺戮となる。その場合は、かつて人生を達観した時に最も自分自身を失望させた、無責任に孤人の複合体としてネットというインフラを食い潰してきた者達への復讐としての革命となるのだと理論付けている。タチコマからは、記憶をネットに保存したところでゴーストは宿らないのではと指摘されていたが、『S.S.S.』では、タチコマ達は、クゼが難民たちの記憶を転送するはずだった可処分領域に自分たちの共有記憶を残しており、可処分領域を漂流している記憶の残滓を素子によって再構築され、タチコマ達は〝ゴースト〟を取り戻している。
劇中では片仮名表記だが漢字名表記では「九世 英雄」とされる。
13話時点で、身長178cm、血液型B型であるが、他の項目は全て「Unknown（不明）」となっていた。PKFに参加して手に入れた義体は耐用年数を大幅に超えているため性能は著しく低下しているが、その状態でもバトーと白兵戦をして勝利している。
表情に拘って作ったフェイスパーツであり、顔面には神経ネットワークを定着させるためのマイクロマシンを敢えて注入しなかったため、表情筋を動かすことがほとんどできない。口はリンゴを囓る程度なら動くようである。クゼが口を動かす描写は2箇所のみであり、自決直前の移動中の会話で「頼む。誰か『個別の11人』を…」と発言した際、最終話にマイクロマシンを射たれ倒れこんだシーンである。
『東のエデン』において2011年2月14日に、羽田沖で「11発目のミサイル」が旅客機に直撃し、6歳児の男女2名を除く乗客乗員236名が死亡する大惨事が起きているが、この時に奇跡的に救出された男女2名の6歳児は、幼少時の素子とクゼである事が示唆されており、搬送先の病院で死んだと幼少時のクゼが勘違いした女の子(素子)のために、左手しか動かない体で鶴を折り続けたエピソードに沿って、最期は鶴を折っている。
パトリック・シルベストル
革命評論家。前作のJ.D.サリンジャーとは異なり、架空の人物である。
五月革命に遭遇したことで革命指導者への憧れを掻き立てられ、歴史的な革命の流れについての考察9編と自身の遭遇した五月革命についての評論1編の計10編を『初期革命評論集』として出版している。これは発表当初は大きな話題とはならなかったが、その後熱狂的な個別主義者達の聖典となっていった。
彼の思想は「ただ一度の人生を革命指導者として生きるなら、それは至高のものとして昇華する。英雄の誕生はその死をもって完結し、永遠を得る。」というものである。 事実、彼はルーマニア革命に身を投じその生涯を終えている。
パトリック・シルベストルのモデルは三島由紀夫であり、『初期革命評論集』も三島由紀夫の『近代能楽集』がモデルになっている。

### その他の人物（2nd GIG）
ヒララ
声 - 田中敦子
高級娼婦。草薙素子のデコット。
ギノ
声 - 平田広明
片倉会長の専属ティルトローター操縦士。戦時中に悪質な性病に侵され下半身を義体化している傷痍戦闘サイボーグ。
片倉（かたくら）
声 - 西村知道
3大ネットワークの一つJBNNの会長。ギノから一方的に敵視されており、彼の誇大妄想の中で「悪役」として何度も殺されていた。
田所ツトム（たどころ ツトム）
声 - 水鳥鉄夫
元経団連会長。薬島元幹事長の不正資金の一部を隠していた。ガイノイドの愛好者で、一流デザイナーにオートクチュールさせたガイノイドを多数所有している。
三橋タカシ（みはし タカシ）
声 - 乃村健次
±橋文也事務所のルポライター。生前のコタン・カンジからエネルギー省にまつわるスキャンダルのタレコミを受けており、コタンの調査を行うトグサの接触を受ける。
コタン・カンジ
エネルギー省脅迫の嫌疑がかけられていた全身義体の男。身柄を確保される前に、居眠り運転のトラックに轢かれて死亡した。
アサギ・ルリコ
声 - 林原めぐみ
東京で恋人コタン・カンジの行方を探していた女性。難民に襲われそうになったところを、トグサに救出された。
ウォン・チューレン
台湾出身の国際的テロリスト。名前のみ登場。
カワシマ・ショー
個別の11人。南陽新聞脅迫事件の容疑者で元自衛官。内庁の情報操作により、ウォン・チューレンと間違われ公安1課に暗殺される。
シズノ・ユカリ
声 - 土井美加
新浜市立病院の看護士。イズミ・カツヒコに執拗に復縁を迫られ殺された女性。
イズミ・カツヒコ
声 - 川田紳司
シズノ・ユカリを射殺し、彼女を助けようとしたトグサに逮捕された男。
ウエダ
声 - 上田祐司
シズノ・ユカリ殺害事件で登場した元検事の弁護士。義体関係の訴訟問題で荒稼ぎしている。
牢記物店の店主
声 - 谷育子
詳細は不明。「牢記物店」自体が実在するのかすら不明。
±橋文也（どばし ふみや）
声 - 保村真
個別の11人ウイルスに感染していたジャーナリスト。土橋でもなく士橋でもなく±橋。1989年生まれ。2011年、相慈院大学政治学研究科卒業。小説版『東のエデン』では、相慈院大学政治学コースに在籍していた頃の±橋のレポート『迂闊な月曜日事件 -- ミサイル難民の生活 -- 土橋 文也』が黒鉄成一記念 相慈院ジャーナリズム大賞 最優秀賞を受賞している。
2024年に起きた「笑い男事件」当時は新聞記者であり、瀬良野社長などの関係者を丹念に取材した±橋は『ネットの闇に棲む男』を出版。「笑い男事件」は氷山の一角であり、事件の根は財界、政界、国外の秘密組織などに広がり、全体が一つの網(ネット)を形成していることを告発している。本書の中で±橋は「笑い男事件」を通して自らの「正義」を問い直し、最終的には「笑い男」の行為を一部肯定している。その後、±橋は「社会の木鐸でありたい」として、新聞社を辞してフリーのジャーナリストになっている。
2032年に±橋は、新著『11人目の正体―個別主義者を追う！―』の取材のために伝説と個別主義者に会い、伝説に暗殺予告を出した個別の11人が招慰難民を「日本民族の同朋」と呼び、伝説を「貧困にあえぐ同朋から搾取を続ける反日分子」としていることに対して、日本人であるのに難民を代表しているかの物言いに釈然としないものを感じていた。伝説が暗殺された後には、事件の裏に何らかの国家権力が介在している気配を察していた。その後、“個別の11人”ウイルスに感染した±橋は、絶筆に国粋主義的な記述をし始め、「内閣情報庁戦略影響調査会議」という言葉が思い浮かんだことを書き記した後に、国営放送が生中継した個別の11人による集団自決を見た±橋は、刃渡り10cmのカッターナイフで、自らの頸動脈を切り裂いて自殺した。
伝説（でんせつ）
人気電脳ラッパー。難民の若者達にとっての精神的支柱。自爆テロなどを扇動していた。個別の11人の1人によって殺される。
カワシマ・カオリ
声 - 沢海陽子
パズの行きつけのバーのママの義体を乗っ取った女性。かつてパズとつき合っており、「同じ女とは2度寝ない」が理由で別れたパズに、彼そのものの義体を使って復讐を行なう。
シュレーダー
米帝の国務長官。安保再締結案の協議のため来日する。
ミニミ
声 - 志村知幸
サイトーやアズマとポーカーをやっていた警察官。
米帝 / ロッド軍曹、マザー伍長、ジンジャー衛生兵、イギリス / スノー、ピクルス
声 - 藤原啓治（ロッド軍曹）、松尾まつお（マザー伍長）、杉山大（ジンジャー衛生兵）、竹田雅則（スノー）
国連軍兵士。サイトーの話に出てきた兵士達。メキシコでイシカワ、素子、バトーと共に小型の戦術核兵器を輸送していたが、素子達以外全員サイトーに狙撃される。
有須田（あすだ）
声 - 土師孝也
タチコマの開発者。後に国外への亡命を図るが、公安9課によって阻止される。キャラクターとしてのモデルは『イノセンス』のバトー。
チャイ
声 - 高山みなみ
台湾で素子が出会った難民の少年。クゼに憧れており彼をロウと呼んでいた。仲間の少年達と組んで、動物のフィギュアに似せたコカインを扱っている。
小傑（しゃおじえ）
声 - 望月健一
台湾の新興ヤクザ。コカインを盗んだチャイを殺そうとした。
老板（らおばん）
声 - 納谷悟朗
台湾のマフィア「ホアンロン」の長。
アンジェリカ
声 - 堀勝之祐
「天使の羽」と呼ばれる国際的テロリスト。
一握りの先進国がグローバルな意思決定権を独占することに異議を唱え、予告の上でサミット開催国国内にあるガラス張りの高層ビルを爆破するテロを数回起こしている。呼び名の由来は、爆破によって大量のガラスの破片の雨を降らせ大勢の犠牲者を出すという犯行手段から来たもの。犯行前後に義体を全て換装しているため、彼に関する手がかりはほとんど無かった。
テレジア
声 - 林原めぐみ
ベルリンに住んでいるアンジェリカの娘。盲目で車椅子に乗っている。
ナリタ・アカネ
声 - 伊藤静
出島内部にある派出所勤務の全身義体の女性警察官。素子にハッキングされる。
クロルデン
素子と共に根室上陸工作戦に参加した凄腕のハッカーで、内閣情報庁の前身である内閣報道庁を退官してからはフリーの情報屋となっていた。今回の情報を得ようと素子が択捉に会いに行くが、直前に内庁側の攻性防壁で殺害されていた。『攻殻1』に登場した同名キャラをモチーフとするが、「フェラーリより高価なお人形（セクサロイド）」を薄暗く小汚い部屋にはべらせていたのは同様ながら、フロッピーディスクなど古臭い技術に対する偏愛のような性格が追加されている。
ボリス・ジャブロフ
元ロシア軍士官で、現在はマフィア。ロシアからプルトニウムを持ち出し択捉に入ったという情報が9課に入る。後に加賀崎と共に遺体で発見される。
加賀崎（かがざき）
佐川電子の社長。プルトニウム売買に関与していたがジャブロフとその部下と共に遺体で発見される。『攻殻1』では元北端特務課長二佐。ソ連のマーロフ将軍と共謀して互いに公金を横領していた。
コイル
声 - 長島雄一
クゼとのプルトニウム取引のために現われた、脳を焼かれたリモート義体。『攻殻1』にもソ連が日本に潜入させた工作員として登場、フルネームはコイル・クラスノフ。頭部に真空管らしきものを装着していた。『攻殻1』では尾行していた矢野を殺し、最後はバトーに射殺される。

## 『S.S.S.』に登場
コシキタテアキ
声 - 内田夕夜
『S.S.S.』に登場する総務官僚。『宗井塾』のメンバー。官僚一族の出身で大学卒業と共に総務省に入省。2年前ソリッド・ステート・システムを一人で構築した。
宗井仁（むねい ひとし）
声 - 石田圭祐
『S.S.S.』に登場する連合与党の衆議院議員。反動保守の国粋主義者（ナショナリスト）で、純血の日本人による支配階級の形成を公約に掲げている。
薬島元幹事長と同様、宗井も総務大臣、厚生労働大臣、外務大臣を歴任した大物議員の一人。外交問題に精通し、特許や宇宙開発で高い利益を上げている米露連合と太いパイプがある。また、総務省、厚生労働省のキャリア官僚からの信頼も厚く、憂国の志のキャリア官僚を集めて「宗井塾」という名の研究会や勉強会を構成している。財団法人聖庶民救済センターの設立にも関わり、管理運営の主導的な地位に就いている。宗井は外務省にも影響力があり、外務省条約審議部を通じて日本にとって厄介者であったカ・ルマ将軍の暗殺を指示した。
貴腐老人達の財産を国が没収し、孤児となった老人の養子を聖庶民救済センターで保護し、子供たちにエリート教育を施して、純血の日本人による少数精鋭のパワーエリート集団を作り上げて、彼らが政治・経済・軍事を掌握することを目指している。
宗井には献金問題などでの醜聞が絶えず、検察が宗井への捜査を9課介入前から行っていた。
電脳化はしておらず、手を義体化することで補っている。
カ・ルマ
シアク共和国の指導者にして将軍。軍事独裁政権が崩壊し、6ヵ国協議の結果日本が亡命を受け入れ、亡命後は瀬戸内海の直島諸島にある孤島で、外部との通信を遮断された状態で幽閉されていた。シアク共和国が崩壊した際報復テロを起こすと明言しており、実際に日本で天然痘を仕込んだMM（マイクロマシン）ウイルスを使用したテロを計画していた。しかし、公安9課が事情聴取を行うため幽閉先に突入した際には既に死亡していた。
カ・ゲル
声 - 天田益男
カ・ルマの長男。祖国での階級は大佐。物語冒頭、新浜国際空港で立てこもり事件を起こし、「傀儡廻が来る」と謎の言葉を残して自殺する。
マ・シャバ
声 - 魚建
表向きはサイボーグ総合病院の院長だが、シアク共和国の特殊工作員という裏の顔を持っている。テロに使用するためのマイクロマシンや、多脚戦車（火器未搭載）を自身の病院に保管していた。
ラジ・プート
声 - 岩尾万太郎
シアク共和国の特殊工作員。故国での階級は中尉で、カ・ゲルの親衛隊長も務めていた。特A級スナイパーで、サイトーと同じく「鷹の目」を使い、狙撃を行う。なお、義体化した目と腕は、サイトーとは逆。
中村（なかむら）
声 - 玄田哲章
外務省条約審議部（通称：公安6課）部長。映画版第1作にも登場。『S.S.S.』では、傀儡回しを暗殺者として雇い、シアク共和国軍事政権の指導者、カ・ルマ将軍の暗殺を指示した。

## 『SAC_2045』に登場
江崎プリン（えざき プリン）
声 - 潘めぐみ
新生公安9課でタチコマのメンテナンスなどを担当する新スタッフ。タチコマ達を手懐けている。
中学卒業後、アメリカに留学し、飛び級でMITに入学し、博士号を取得した天才少女。バトーに特別な感情を抱いており、新生9課に関わるよりも以前から、バトーのファンだったらしく、タチコマ以上にバトーのあらゆる情報を知っている。
スタンダード
声 - 津田健次郎
草薙率いる傭兵部隊に参加した新人。兵士としての能力はあるが、陽気なお調子者であり、メンバーからは”オモシロ”扱いされる。
9課再編に伴い、チームを離脱することとなるが、記憶にロックを掛けて、いつでも”パスワード”で呼び出せる事が少佐の口から語られている。
ジョン・スミス
声 - 曽世海司
アメリカ国家安全保障局（NSA）のエージェントであり、ポスト・ヒューマン対策局のトップを務めている。草薙が率いる傭兵部隊に「ある作戦」を依頼する。後に再建された公安9課のアドバイザーとして派遣される。
久利須・大友・帝都（くりす・おおとも・ていと）
声 - 喜山茂雄
東京復興委員会会長である大友左千夫を義父に持つ、日本国初の元アメリカ国籍の総理大臣。アメリカからの要請により、第一線を退いた後に内務省公安部の顧問に就いていた荒巻に公安9課再編の密命を下す。
議員当選後、僅か6年と言う短さで総理大臣に上り詰めている。
シマムラタカシ
声 - 林原めぐみ
ポスト・ヒューマンに覚醒した14歳の少年。日本国内に存在すると思われる3名のポスト・ヒューマンのうちの一人。
ミズカネスズカ
声 - 庄司宇芽香
日本国内に存在するとされるポスト・ヒューマンの一人。元数学オリンピックチャンピオン。